# Sarah Thomasson
Sarah Margareta Thomasson (verheiratete Voss; international teilweise Sara Thomasson; * 20. Juli 1925 in Åre; † 24. März 1996 in Östersund) war eine schwedische Skirennläuferin.

## Karriere
1950 nahm Thomasson erstmals an einem internationalen Großereignis teil. Bei den Weltmeisterschaften in Aspen war ihre beste Klassierung der 11. Platz im Riesenslalom.
Bei den Olympischen Winterspielen 1952 in Oslo, die zugleich als Weltmeisterschaft zählten, erreichte sie als bestes Ergebnis den 12. Platz im Slalomrennen.
Den größten Erfolg ihrer Karriere feierte Thomasson bei den Weltmeisterschaften 1954 in ihrem Heimatort Åre. Überraschend gewann sie die Bronzemedaille im Slalom hinter der Österreicherin Trude Klecker und der Schweizerin Ida Schöpfer. Es war dies erst die zweite Medaille für Schweden bei Alpinen Skiweltmeisterschaften. Zuvor hatte lediglich May Nilsson 1939 Bronze im Slalom gewonnen.

## Erfolge

### Olympische Winterspiele
- Oslo 1952: 12. Slalom, 18. Abfahrt, 21. Riesenslalom,

### Weltmeisterschaften
- Aspen 1950: 11. Riesenslalom, 13. Abfahrt, 18. Slalom
- Oslo 1952: 12. Slalom, 18. Abfahrt, 21. Riesenslalom,
- Åre 1954: 3. Slalom, 10. Kombination, 13. Riesenslalom, 18. Abfahrt